# Хаздрубал Барка
Хаздрубал Барка (око 244. п. н. е. до 207. п. н. е.) је био картагињански војсковођа за време Другога пунскога рата. Син је Хамилкара Барке и млађи је брат чувенога Ханибала Барке. Био је врховни командант картагињанске војске у Иберији. Успео је 211. п. н. е. да победи оба Сципиона у бици на горњем Бетису. Након пораза у бици код Бекуле 208. п. н. е. са преосталом војском је, попут свога брата Ханибала, прешао Пиринеје и Алпе. Циљ му је био да се споји са Ханибалом, али поражен је 207. п. н. е. у бици код Метаура, а његову одсечену главу послали су Ханибалу као застрашујући симбол картагињанскога пораза.

## Команда у Иберији
Мало се зна о Хаздрубаловој младости. Син је Хамилкара Барке, који је основао картагињанско царство у Иберији. Млађи је брат Ханибала Барке. Рођен је око 244. п. н. е. По први пут се у историјским изворима помиње у бици, у којој је 229. п. н. е. његов отац Хамилкар Барка изгубио живот. Тада су Хаздрубал и Ханибал побегли у град Акра Леука (Аликанте). То је једина информација о њему пре почетка Другога пунскога рата. Међутим очито је да је током тога периода био трениран војним вештинама. Када је Ханибал кренуо у поход на Италију 218. п. н. е. Хаздрубалу је поверио команду над војском у Иберији. Ханибал му је оставио 13.000 пешака и 2.500 коњаника и 21 слона, али он је очито знатно повећао своју војску регрутацијом међу Иберима.

## Сципионова освајања
Ханибал је оставио Хаздрубала Барку као команданта у Иберији, а након освајања подручја северно од реке Ебро ту је оставио Ханона са 11.000 војника да држи новоосвојено подручје. Публије Корнелије Сципион је ујесен 218. п. н. е. послао свога брата Гнеја са војском у Иберију да ту веже значајне картагињанске снаге, док Ханибал напада Италију. Гнеј Корнелије Сципион Калв кренуо је из Масилије и искрцао се код Емпорије крај Пиринеја са 20.000 војника пешадије, 2.200 коњаника и 60 пентера. Чим је Хаздрубал Барка чуо за римску војску, која се искрцала у Иберији кренуо је на север са 8.000 војника и 1.000 коњаника, са циљем да се споји са Ханоновим снагама. Римска војска је најпре освојила део обалнога појаса до реке Ебро, а онда су кренули у освајање унутрашњости.
Ханон је имао мале снаге, али није могао да сачека Хаздрубала, јер је домаће становништво прелазило на страну Римљана. Не сачелкавши Хаздрубала Ханон је 218. п. н. е. био поражен у бици код Кисе. Хасрубал Барка је прекасно стигао, а није имао ни довољно снажну војску да сам нападне Римљане. Ливије тврди да је сазнао за Ханонов пораз након преласка Ебра, а према Полибију прешао је Ебро иако је чуо за картагињански пораз. Много римских морнара налазило се расштркано око Тарака сакупљајући по пољима храну. Хаздрубал их је напао са коњицом и побио је огроман број морнара, а остатак се повукао на бродове. Због покоља ефективност римске флоте била је дупло смањена. Хаздрубал Барка се после тога повукао на јужну страну реке Ебро.

## Пораз на Ебру
Зимовао је код Нове Картагине. Ханибал му је оставио 40 опремљених ратних бродова, а током зиме Хаздрубал Барка је опремио 10 нових бродова и обучио је нове посаде, па је 217. п. н. е. кренуо у поход на римске територије северно од Ебра. Командовао је копненом војском, а Хамилкар је командовао флотом од 40 бродова. Гнеј Корнелије Сципион је тада успео да уништи картагињанску флоту у бици на Ебру, па је Хаздрубал био присиљен да се повуче у Нову Картагину. Картагињани су тада изгубили контролу над морем око Иберије.

## Таоци
У јесен 217. п. н. е. стигао је у Иберију Публије Корнелије Сципион са 30 бродова и 8.000 војника са инструкцијама да заједно са братом Гнејем спречава да Ханибал добија помоћ из Иберије. Сципиони су нападали подручја јужно од Ебра, а Хаздрубал је послао Бостара да спречи прелаз римске војске преко Ибера, али како се Бостар није усудио да започне битку, повукао се у Сагунт. У Сагунту се налазило много чланова породица иберских поглавара, који су ту били као таоци да њихова племена неће прећи на страну Римљана. Римљани су уз помоћ издајника, у кога је Бостар имао поверење, успели да измаме све те таоце. Био је то тежак ударац за Хаздрубала Барку, јер су многа племена након тога почела да отказују послушност. Хаздрубал Барка је био заузет гушењем побуне Турдетана у Андалузији.

## Пораз код Дертосе
Након битке код Кане 216. п. н. е. картагињански сенат послао је Химилка са појачањима, а Хаздрубалу су наредили да са војском оде у Италију и да се придружи Ханибалу. Он је најпре настојао да консолидује стање у Иберији и онда да крене. Римљани су прешли реку Ебро и опседали су Иберу, град лојалан Картагињанима, па је Хаздрубал Барка онда опсео један град, који је био у савезу са Римљанима. Тим потезом присилио је Сципионе да дигну опсаду Ибере и да крену према месту, које је њему одговарало. Римска војска победила је Хаздрубала Барку у бици код Дертосе 215. п. н. е. Хаздрубал је неуспешно покушао да копира Ханибалову тактику из битке код Кане. Због тешкога пораза морао је да се повуче до Нове Картагине. Не само да није могао да помогне Ханибалу у најкритичнијим моментима Другога пунскога рата, него је Картагина била присиљена да шаље појачања у Иберију. Након тога пораза иберска племена су почела још јаче да прелазе на страну Римљана. Картагињани су били присиљени да у Иберију пошаљу појачања са Магоном Барком 215. п. н. е. и Хаздрубалом Гисконом 214. п. н. е.

## Победа над Сципионима
Током 214. п. н. е. нумиђански краљ Софакс побунио се против Картагињана, па је Хаздрубал Барка током 214./213. п. н. е. морао да оде у Африку да ратује против њега. Успешно је угушио Софаксову побуну, па се онда вратио у Иберију са појачањима. Током 212. п. н. е. вратио се у Иберију са 3.000 Нумиђана под командом Масинисе, будућега краља Нумидије. Међутим Декстер Хојо сматра да је Хаздрубал Барка остао у Иберији, а да је неки други Хаздрубал ратовао са Софаксом. Током његовога одсуства Римљани су заузели Сагунт и Кастулу у горњем току Бетиса ( Гвадалкивира. Током 211. п. н. е. браћа Сципиони унајмили су 20.000 келтиберских најамника као појачање својој војсци од 30.000 пешака и 3.000 коњаника. Публије Корнелије Сципион је одлучио да са 20.000 војника нападне Магона Барку крај Кастуле, а његов брат Гнеј Корнелије Сципион је са мањом војском од 10.000 војника и келтиберским најамницима требало да нападне Хаздрубала Барку. Хаздрубал Барка је наредио Хаздрубалу Гискону, Масиниси и иберском поглавици Андобалу да помогну Магону Барки крај Кастула. У две засебне битке зване Битка на горњем Бетису поражена је римска војска и погинула су оба Сципиона.
Преживели Римљани из две битке побегли су северно од Ебра, где је енергични Луције Марције успео да окупи преживеле и да састави некакву војску од 8.000 војника. Није јасно зашто Хаздрубал Барка није тада послао Ханибалу појачања у Италију. Није било ни координисаних покушај да се прегазе остаци римске војске у Иберији. Једна могућност је да нису сматрани никаквом опасношћу, а друга могућност је да је свађа Хаздрубала Барке са Магоном Барком и Хаздрубалом Гесконом онемогућила да се докрајчи римска војска у Иберији.] Ханибал није добио појачање из Иберије током кључне 211. п. н. е. за време опсаде Капуе. Рим је након освајања Капуе крајем 211. п. н. е. послао 13.000 војника под командом Гаја Клаудија Нерона. Нерон је преузео војску од Луција Марција и кренуо је на Хаздрубала Барку. О тој акцији постоји прича, која је изгледа плод аналистичке фантазије. Према тој наводној причи Нерон је успео да затвори Хаздрубалову војску у земљи Ауретана, па је Хаздрубал Барка тражио преговоре и обећавао је да ће напустити Иберију. Тако је наводно куповао је време потребно да му се војска неопажено извуче из шкрипца.

## Пад Нове Картагине и пораз код Бекуле
Сципион Африканац је 210. п. н. е. преузео команду над римском војском у Иберији. Искористио је одсутност три картагињанске војске и изненада је 209. п. н. е. напао и заузео Нову Картагину, која је била главни картагињански град у Иберији. Победа је навела многе Ибере да пређу на римску страну. Након Едекона, владара Едетана на римску страну прешли су и најмоћнији иберски владари Андобал и Мандоније. Три картагињанске војске су биле раздвојене, а генерали се нису слагали, па је то Римљанима пружило прилику да се са сваком војском појединачно обрачунају. Сципион Африканац је 208. п. н. е. са својом војском кренуо према Хаздрубалу Барки, који се налазио крај Бетуле у области реке Гвадалкивир. У бици код Бекуле 208. п. н. е. Хаздрубал Барка је био поражен, па се након пораза уз реку Таг повукао према Пиринејима. Успут је прикупио још војске и кренуо је у Италију да помогне Ханибалу.

## Друга инвазија Италије
Хаздрубал је успео да дође до Алпа, где је причекао да прође зима. За разлику од Ханибала при преласку Алпи нису га спречавала галска племена на Алпима. Прешао је Алпе са војском и ратним слоновима у пролеће 207. п. н. е. много лакше и брже него што је било ко очекивао и одмах су му се у Падској низији прикључила галска племена. И Ханибал и римски конзули били су изненађени како брзо је Хаздрубал прешао Алпе и спустио се у Падску низију. Два римска конзула Гај Клаудије Нерон и Марко Ливије Салинатор требало је да спрече спајање две картагињанске војске, Ханибалове и Хаздрубалове. Нерон је требало да се бори против Ханибала, а Салинатор против Хаздрубала. Хаздрубалов циљ је био да се споји са Ханибалом. Хаздрубал Барка је неометано дошао до Плацентије, јер нико није очекивао да ће тако лако прећи Алпе. Једно време је опседао Плацентију јер је сматрао да би њен пад имао велики ефекат на друге. Ипак пошто није могао одмах да је освоји одустао је од тога и кренуо је према југу, са циљем да се споји са Ханибаловом војском.

## Битка код Метаура
Хаздрубал је Ханибалу послао курире, предлажући да се састану у Умбрији, али курири и поруке завршили су код конзула Нерона. Гај Клаудије Нерон се тада налазио на југу, па је одмах са 7.000 пробраних војника пожурио да помогне Салинатору да се обрачуна са Хаздрубалом Барком. Марко Ливије Салинатор се за то време није упуштао у битку са Хаздрубалом, који је дошао све до Сене, јужно од Метаура. Када је Хаздрубал Барка сазнао да је војсци Марка Ливија Салинатора дошло значајно појачање покушао је преко ноћи да се повуче, али током повлачења издали су га водичи, па се ујутро нашао на обали реке Метаур, где га је затекла римска војска. Уследила је битка код Метаура, у којој је победила римска војска.

## Погибија
Када је Хаздрубал Барка схватио да је битка изгубљена онда се залетио тамо где је било највише војске, па је у том метежу погинуо. Конзул Гај Клаудије Нерон је дао да се Хаздрубалу одсече глава. Главу су бацили у Ханибалов логор, да би на тај начин сазнао за велики пораз.